# Jerónimo Hermosilla
Jerónimo Hermosilla y Aransay (Santo Domingo de la Calzada, La Rioja,  España, 30 de septiembre de 1800 - Hai-Duong, Vietnam, 1 de noviembre de 1861). Obispo santo y mártir dominico. Fue canonizado por la Iglesia católica como san Jerónimo Hermosilla en 1988.

## Vida
Fue el menor de los nueve hijos de Agustín Julián Hermosilla y Sáenz y de Catalina Aransay, quienes disponían de pocos recursos. Su padre falleció teniendo él 10 años, por lo que su madre padeció penurias para sostener a la familia, trabajando como ama de llaves para el sacerdote, de quien Jerónimo sería su ayudante. Viviría en la localidad de Cordovín entre 1809 y 1814.
A los 15 años residió en el arzobispado de Valencia, donde servía su hermano Millán, ingresando en el Seminario Diocesano de Valencia, donde sería cautivado por algunos de sus profesores Dominicos, pidiendo en 1819 su admisión en el Convento de Santo Domingo de Valencia, perteneciente a dicha orden.
En 1820 se ve obligado a interrumpir sus estudios eclesiásticos para alistarse en las tropas del monarca Fernando VII. En 1823 al término del Trienio Liberal reanudó el noviciado en la orden dominica.
En 1824 se trasladó con otros compañeros a Manila, capital de Filipinas. Allí cursó estudios de teología y recibió el sacramento del Orden como presbítero en 1828.
En 1829 fue enviado a Tonkín en el norte del actual Vietnam como misionero, donde aprendería el lenguaje local y realizaría una labor docente con los catequistas locales y colaboraría con las religiosas dominicas. Allí el 15 de mayo de ese año vivió la persecución y matanza que el emperador Minh Mang llevaba a cabo contra los cristianos. En 1841 fue nombrado obispo de Tonkin, tras el asesinato de Ignacio Clemente Delgado. Jerónimo permaneció en el país trabajando en su labor evangelizadora en lugares aparentemente seguros. Desde 1858 se escondía en cuevas para no ser apresado, desde donde escribiría sus cartas de cautividad dirigidas a los católicos convertidos, hasta ser capturado junto a Valentín de Berriochoa y Pedro Almató Ribera por las autoridades vietnamitas tras la traición de un soldado apóstata, por la persecución que el emperador Tu Duc había decretado contra los cristianos. Fue torturado en una jaula de 1,20 m de altura y decapitado junto a sus compañeros en Hai-Duong mediante espada en 1861.

## Proceso de canonización
El 20 de mayo de 1906 fue beatificado por Pío X y el 19 de junio de 1988 canonizado por Juan Pablo II en la Plaza de San Pedro junto con otros mártires de Vietnam.

## Veneración
En 1906, coincidiendo con su beatificación, la antigua capilla de San Jorge de la catedral de Santo Domingo de la Calzada, pasó a ser dedicada a Jerónimo, colocándose una imagen suya en el centro del retablo.
El 19 de septiembre se honra su memoria en Santo Domingo de la Calzada, su localidad natal.
El tercer domingo de septiembre se celebra en Cordovín fiesta en su honor, con procesión con Danzas, desfile y concurso de carrozas populares.